# Jam Style & Da Boogie Crew
Jam Style & Da Boogie Crew (Джем Стайл и Да Буги Крю) — российское хип-хоп-объединение, образованное в 1998 году на основе брейк-данс-команд Jam Style Crew из Санкт-Петербурга и Da Boogie Crew из Москвы. Проект просуществовал четыре года и выпустил два студийных альбома: «Вы хотели party» (2000) и «Все на party» (2002).
Осенью 1998 года команда выпустила видеоклип на песню «Вы хотели party?», который продержался пять месяцев в чартах телеканала «MTV Россия» и дал отсчёт новой волне увлечения хип-хопом и брейк-дансом в России. Успех был закреплён появлением команды в известных молодёжных телепередачах 1999 года — «Башня» на РТР и «До 16 и старше…» на ОРТ — где танцоры проводили свои уроки брейк-данса. В 2001 году им на смену пришла телепередача Fresh на ТВ-6.
Команды известны своими выступлениями на немецком ежегодном международном чемпионате по брейк-дансу Battle of the Year (BOTY), где братья Мерзликины из Jam Style Crew в составе немецкой команды Flying Steps заняли третье место в 1996 году. Команды также выступали на ежегодном российском спортивно-музыкальном фестивале Adidas Streetball Challenge с 1998 по 2001 год.

## История создания Jam Style Crew
Брейк-данс-команда Jam Style Crew образовалась в Санкт-Петербурге в 1993 году благодаря двум братьям Мерзликиным — Алексею (старшему) и Александру (младшему). До этого братья танцевали в разных коллективах. В сентябре 1986 года впервые предприняли первые попытки освоить танец брейк-данс после увиденного по телевизору документального фильма Генриха Боровика «Человек с Пятой авеню» (Первая программа ЦТ, 28 августа 1986 года). Первым учителем по танцам Мерзликина-младшего стал одноклассник Сергей Насущенко («Сушёный»), а Мерзликина-старшего — сокурсник Сергей Лазарев («Кефир»). В 1987 году Кефир привёл братьев и Сушёного в студию пантомимы «Четыре ветра» во Дворце культуры «Красный выборжец», где они освоили «нижний» брейк. В феврале 1988 года Алексей Мерзликин принял участие в брейк-фестивале «Брейк '88» в Мурманске в составе брейк-данс-команды «Альянс» (вместе с Алексеем «Лагой» Лагойским, Глебом «DJ LA» Матвеевым, Алексеем «Скалей» Скалиновым и Сергеем «Сушёным» Насущенко). Осенью 1988 года братья Мерзликины создали в Ленинграде брейк-данс-коллектив «Стоп», в который помимо них вошли Сергей Насущенко («Сушёный») и Алексей Скалинов («Скаля»). В таком составе коллектив участвовал в брейк-фестивалях того времени: донецкий межгородской фестиваль Break Dance '88 (Донецк, Украина, 26 декабря), Всесоюзный брейк-данс-фестиваль Papuga '89 (Паланга, Литва, 14 августа), Всесоюзный фестиваль популярных танцев «Колобок '90» (Нижний Новгород, 5 ноября). Алексей Мерзликин занял второе место в стиле «брейкинг» на донецком фестивале Break Dance '88. В ноябре 1988 года команда «Стоп» выступила вместе с театром-студией «Терра Мобиле» с рэп-композицией «Улицы-дома» в фойе ЛДМ для передачи «Открытая дверь» Ленинградского телевидения.
Летом 1989 года стали работать как профессиональные танцоры с группой «Чёрное и Белое» в продюсерском центре Владимира Киселёва «Белые ночи». Позже в группу пришли танцоры Константин «Хром» Королёв, Андрей «Вася» Васильев и Алексей «Мелкий» Бахвалов. Свою программу юные брейкеры позаимствовали у популярной на тот момент американской поп-группы New Kids on the Block. В 1990 году группа «Чёрное и Белое» гастролировала по странам Африки, а в 1991 году выступала с танцорами во Франции под именем Noir & Blanc с программой «Русские атакуют!», наряду с такими французскими рэперами как IAM и MC Solaar.
Группа «Чёрное и Белое» распалась в феврале 1992 года после того, как танцоры (братья Мерзликины, Хром, Сушёный и Мелкий) ушли в «Мальчишник» по приглашению продюсера, Алексея Адамова. Благодаря новому танцевальному шоу «Мальчишник» обрёл успех, выступив в программе «МузОбоз». Через некоторое время двое танцоров, Сушёный и Хром, покинули группу по личным причинам. В последнем турне по Дальнему Востоку братья Мерзликины получили не весь свой гонорар, в результате чего покинули группу. Без поддержки танцевального шоу группа «Мальчишник» в итоге распалась. Осенью 1993 года братья Мерзликины организовали свой музыкальный проект «Дети болот», где попробовали себя в качестве рэп-исполнителей. В состав группы вошло семь человек: четыре вокалиста — Алексей и Александр Мерзликины, Сергей Насущенко («Сушеный») и Константин Королёв («Хром»), один диджей — Владислав Вайтехович («Вольф» из рэп-группы «Имя защищено») и два танцора — Константин Бредис («Masta B.K.») и Валентин Вэлыч («Вэл»). Группа была создана в сентябре 1993 года в городе Ставрополь, куда её участники приехали по приглашению продюсера Андрея Разина. Коллектив записал два трека «Мы идём» и «Душа» в студии дворца культуры в селе Привольном Ставропольского края, где записывался «Ласковый май». Группа распалась через три месяца после того, как её продюсер, Андрей Разин, подвергся вооружённому нападению из-за своего скандального интервью на местном телевидении, в результате чего покинул Ставропольский край и уехал в Москву. На оставшиеся деньги трое участников группы — «Сушеный», «Хром» и диджей «Вольф» — уехали на поезде обратно в Санкт-Петербург, а четверо других с помощью брейк-данса заработали денег в двух местных барах и также вернулись в Северную столицу в середине ноября. Вернувшись в родной город, «Вэл» покинул коллектив и позже стал участником рэп-квартета «С.Т.Д.К.», а «Хром» — участником квартета «Дэцо».
В декабре 1993 года братья Мерзликины создали вместе с Константином Бредисом («Masta B.K.») брейк-данс-коллектив Jam Style Crew («Джем Стайл Крю»), название которого придумал Бредис. В июле 1994 года участники Jam Style Crew уехали жить в Берлин на три месяца, где зарабатывали танцами на улице и мытьём стёкол машин на перекрёстке. Всё это время танцоры жили в трёхкомнатной квартире в одном из заброшенных домов (в так называемом «сквоте»), который заселяют разные артисты и художники. В Берлине они познакомились с такими брейк-данс-группами, как Flying Steps, Wedding B-boys, Addicted-to-Battle и танцором B-Boy Storm. В ноябре 1995 года Мерзликины вместе с новым участником команды, Владимиром Бакатовым, уехали в Берлин, где зарабатывали работой на стройке. В 1996 году Бакатова забрали в полицию и вернули в Россию. А братья Мерзликины в составе немецкой команды Flying Steps приняли участие в международном чемпионате по брейк-дансу Battle of the Year (BOTY) в городе Целле в Германии 7 сентября 1996 года, где в итоге заняли третье место. В январе 1997 года команда Jam Style Crew вернулась в Санкт-Петербург, где сразу же на тренировке познакомилась с танцорами из групп «Клинч Мастер» (Алексей Андропов, Павел «Бешеный» Пирогов и Станислав «Вольт» Вайтехович) и «Спецэффект» (Изот Кузьмин и Андрей), которые станут их учениками. С 1997 по 1998 год группа участвовала во всех акциях Москвы и Санкт-Петербурга, выступала в телепередачах, а также с группами «С.Т.Д.К.», Bad Balance, Мистером Малым. Также группа участвовала в показах мод «Адмиралтейская игла» и «Звёздный подиум», где получила гран-при за «лучшее подиумное шоу».

## История создания Da Boogie Crew
Брейк-данс-команда Da Boogie Crew образовалась в Москве в 1995 году. Один из участников команды, Кирилл «Топор» Попов, увлёкся брейк-дансом в 1987 году: на дискотеке в пионерском лагере он увидел, как ребята танцуют не понятный для него танец. В дальнейшем Кирилл «Топор» вместе со своим другом, Антоном «Кентоша» Собко, примет участие в нескольких советских брейк-данс-фестивалях в составе команды «Магический круг». В 1989 году они были известны на весь Союз своим номером «Буратино». В начале 90-х годов первая волна брейк-данса пошла на спад, в связи с чем «Топор» принял решение уехать в Нью-Йорк в 1992 году, где полтора года работал в составе местной уличной команды New York City Float Committee. В 1994 году Кирилл возвращается в Россию, и начинает зарабатывать себе на жизнь танцами на Арбате, привнеся в свой танец знания и навыки западного представления об уличном шоу.
О существовании брейк-данса Алексей «Матрас» Чернов впервые узнал в 1985 году, посмотрев несколько фильмов о брейк-дансе, включая «Брейк-данс», «Брейк-данс 2» и «Бит-стрит». Немного попрактиковав базовые движения в юные годы, Алексей забросил это занятие и вернулся к этому танцу, уже будучи студентом в 1994 году. Сначала он танцевал в группе Street Jazz вместе со своими друзьями, Джеффом (Сергей Ткаченко) и Литтлом (Алексей Чистяков), впоследствии танцорами в группе «МФ-3», а затем и солистами команды «Тет-а-тет». Затем они попали в молодую перспективную танцевальную группу Overside. В 1995 году в клубе «Пилот» на чемпионате B-Boys, организованном Владом Валовым, «Матрас» познакомился с Дмитрием Генераловым («Димон-Гормон»), который начал заниматься брейком в 1994 году. Алексей предложил ему начать тренироваться у них в зале. Летом 1995 года в зал к Алексею и Дмитрию стал приходить Кирилл, который по личным мотивам порвал со старой арбатской тусовкой. Начались совместные выступления на улице. «Топор» стал фронтменом и лицом новой команды Da Boogie Crew.
В 1996 году четвёртый участник команды, Антон «Кентоша» Собко, получил травму и покинул команду. Но вскоре начал заниматься диджеингом и под именем DJ Mixmaker оказался на очень популярной в то время радиостанции «Станция» (106.8 FM) и познакомил группу с DJ Грувом, который искал танцевальную поддержку для своих вечеринок Storm Crew. В конце 1996 года благодаря Груву участники Da Boogie Crew стали ведущими хип-хоп-передачи Freestyle на радио «Станция» (106.8 FM), которая выходила в эфир вечером по воскресениям, и где давалась объективная информация по хип-хопу в России и за рубежом. Благодаря передаче Кирилл «Топор» и Дмитрий «Гормон» начали увлекаться диджеингом и стали отвечать за музыку. Передача просуществовала под руководством группы почти 3 года, поскольку ведущих уволили за то, что они не смогли прийти на день рождения радиостанции. В августе 1999 года радиостанция переехала на новую частоту 107,0 FM, а передача получила новых ведущих из группы Da Budz (Сева и РасКарандаш).
Двое участников команды Da Boogie Crew, Алексей «Матрас» и Кирилл «Топор», также увлекались граффити. В 1996 году они участвовали в оформлении 70-метровой стены для видеоклипа Валерия Меладзе на песню «Девушки из высшего общества». В свободное от работы время группа снималась в рекламных роликах пива «Клинское» и шоколадного батончика «Шок».
С декабря 1996 года по октябрь 1999 года команда Da Boogie Crew вела рубрику о граффити «Ты сам или всё о хип-хопе» в журнале «Птюч». С июля по декабрь 1998 года рубрику вела московская граффити-команда Moby Crew.
5 апреля 1997 года совместно с российской Федерацией роллер-спорта и российской федерацией скейтбординга команда Da Boogie Crew организовала в Лужниках большой фестиваль экстремальной культуры «Экстрим-97». В его рамках прошли соревнования роллеров, скейтбордистов, брейкеров и граффитчиков. Помимо того, что команда там выступила и украсила полотна граффити, она пригласила в гости Вадима «Крыса» из Риги, Макса «Навигатора» из Калининграда и немецкую брейк-данс-команду Flying Steps, которая впервые приехала в Россию.
4 октября 1997 года команда Da Boogie Crew при поддержке Дмитрия «Краба» Морозкина участвовала на международном чемпионате по брейк-дансу Battle of the Year (BOTY) в городе Оффенбах-ам-Майн в Германии, где по итогу заняла 11 место из 20 возможных. Участники группы должны были выступать с питерской командой Jam Style Crew, как сборная от России. В последний момент три человека из Jam Style не получили визы, и за день до отъезда Da Boogie Crew пришлось переделывать свою программу выступления.

## Jam Style & Da Boogie Crew
В июле 1998 года английский бизнесмен предложил участнику команды Jam Style Crew, Алексею Мерзликину, сделать промо-ролик для фильма о хип-хопе в России для телеканала «ТВ-6». Для создания ролика Мерзликин пригласил своих друзей из московской команды Da Boogie Crew, у которых уже на тот момент был опыт в создании граффити и диджеинге. Музыку к видео создал Кирилл «Топор» вместе с диджеем «Хоботом» у него дома. Видеоклип на песню «Вы хотели party?» был снят за три дня с 17 по 19 июля 1998 года на деньги команды Jam Style Crew, полученные от двух выступлений с участием Da Boogie Crew. В первый день съёмки прошли в микрорайоне «Олимпийская деревня», во второй день было снято мероприятие на ВДНХ (праздник «Фестиваль национальных культур и спорта», 18 июля 1998 года). При монтаже оператор и режиссёр работы пришли к выводу, что в кадре не хватает ближних ракурсов, и приняли решение потратить на съёмки ещё один день, в ходе которого помимо всех участников был снят рэпер Лигалайз, а также Зора Михайловна, жительница Старого Арбата, которая любезно предоставляла танцорам удлинитель для проигрывания музыки. Голос Лигалайза и Зоры Михайловны также был засемплированы в песне. Директор «Дельфина», Алексей Виноградов, отнёс видео вместе с видеоклипом «Дельфина» на телеканал BIZ-TV, который готовился стать «MTV Россия», где он был впервые показан в первую ночь вещания, 26 сентября 1998 года. Затем ролик попал в ротацию чарта «20 самых-самых» и продержался там полгода, а также параллельно транслировался на федеральных каналах.
В октябре 1998 года после ротации на телевидении команду заметил генеральный продюсер продюсерской фирмы «МедиаСтар» и главный поставщик музыкального материала для телеканала «Муз-ТВ», Александр Толмацкий. Его сын, Кирилл, увидел по телевизору видеоклип на песню «Вы хотели party?» и захотел танцевать брейк-данс:
Я много смотрел MTV, много смотрел Муз-ТВ, интересовался, что происходит в музыкальной сфере. И на тот момент крутили клип Da Boogie Crew & Лигалайз «Вы хотели Party?!» Там, где Da Boogie Crew, очень зажигательно танцевали брейк-данс. И я подумал: «О, наконец-то в Россию это пришло!» Я до этого, конечно, слышал разный рэп, но мне больше нравилась именно история с танцами. — Кирилл Толмацкий
Толмацкий предложил участникам Jam Style & Da Boogie Crew подписать контракт с фирмой «МедиаСтар». У Толмацкого созрела идея о создании коллектива танцоров и музыкантов с целью продвинуть своего сына, который впоследствии стал ДеЦлом. Команду артистов он назвал «Bad B. Альянс», но что делать с танцорами Толмацкий не знал, поэтому предложил им записать на своей студии альбом. Позже участники команды узнали, что по условиям контракта им нельзя было нигде выступать без ДеЦла и других участников «Альянса».
15 августа 1998 года команда Da Boogie Crew выступила на подтанцовке у «Дельфина» на ежегодном спортивно-музыкальном фестивале Adidas Streetball Challenge. После прошёл фристайл данс-команд Da Boogie Crew и Jam Style Crew. В сентябре 1998 года команды Jam Style Crew и Da Boogie Crew были приглашены в тур по Европе: Германия-Дания-Польша-Италия-Швейцария. 7 ноября 1998 года команды выступили на чемпионате Battle of the Year (BOTY) в городе Оффенбах-ам-Майн в Германии, где по итогу вошли в первую десятку. В третий раз попасть на чемпионат BOTY в качестве участников от России, командам не удалось. В 1999 году на отборочном туре в Праге они проиграли команде Suicidal Lifestyle из Венгрии, которая в итоге заняла первое место на Battle of the Year 1999.
Осенью 1998 года Джем Стайл и Да Буги открыли в Москве молодёжный центр брейк-данса (би-боинг центр), где стали обучать молодёжь всем стилям и направлениям брейк-данса.
21 марта и 23 мая 1999 года команда организовала в московском клубе «Шоссе» чемпионат по брейк-дансу Ready To Battle.
С 1999 по 2000 год Jam Style Crew и Da Boogie Crew проводили свои уроки брейк-данса в известных молодёжных телепередачах того времени: «Башня» на РТР (рубрика Freestyle каждую пятницу с апреля 1999 года) и «До 16 и старше…» на ОРТ (рубрика «Школа танцев» каждый понедельник с июня 1999 года). В 1999 году вышел видеоклип на песню «Танцуйте с нами».
Дебютный и единственный альбом от проекта «Джем Стайл & Да Буги» под названием «Вы хотели party» был выпущен на компакт-дисках и аудиокассетах музыкальным издательством «Студия Миксмедиа» 11 апреля 2000 года. В записи одноимённой песни принял участие рэпер Лигалайз, а также жительница Арбата, Зора Михайловна. В написании слов к песням «Танцоры диско» и «Танцуйте с нами» командам помог Дельфин. В создании музыки к альбому командам помогали диджей Хобот, Magic B, Александр Шихов, Денис Антипов и Николай Мацнев.
29 апреля 2000 года команда Jam Style & Da Boogie Crew выступила на дне рождения газеты «АиФ. Я — молодой». 9 сентября 2000 года команда Jam Style & Da Boogie Crew снова выступила на фестивале Adidas Streetball Challenge. В конце года команда расторгла контракт с фирмой «МедиаСтар», раскритиковав в прессе её главного хип-хоп-артиста — «Bad B. Альянс». По мнению участников, хип-хоп стал популярен в России благодаря их видеоклипу на песню «Вы хотели party?», после выхода которого было создано хип-хоп-объединение «Bad B. Альянс», чьи рэперы «подражают негритянскому рэпу», в то время как они сами являются продолжателями «интернациональной молодёжной культуры».
В 2000 году Константин «Masta B.K.» Бредис покинул команду Jam Style & Da Boogie Crew и создал музыкально-танцевальный проект «Триатлон», в котором являлся постановщиком танцев, автором музыки и текстов. В 2001 году основал брейк-данс коллектив Top9 Crew, с которым занял 1 место на российском чемпионате Battle of the Year (BOTY) Russia, прошедшего в роллердроме Локстрим в Москве 31 августа 2001 года. С 2001 по 2004 год работал танцором-постановщиком в составе «Клинч Мастер» для шоу «Дельфина».

### Da Boogie Crew
С 2001 года после разрыва контракта с компанией MediaStar участники обеих команд стали выступать под именем Da Boogie Crew. 24 июня 2001 года команда Da Boogie Crew выступила на 15-м ежегодном празднике газеты «Московский комсомолец», «Мегахаус», в Лужниках. 2 сентября 2001 года команда Da Boogie Crew выступила на фестивале Adidas Streetball Challenge.
В 2001 году участники команды Da Boogie Crew стали ведущими телевизионной передачи Fresh на телеканале «ТВ-6», рассказывающей о хип-хоп-культуре. Автором передачи являлся Алексей Мерзликин. В передачах были использованы материалы, отснятые в Европе за два месяца 2000 года, это были интервью известных танцоров, таких как B-Boy Storm, МС, граффити-художников, а также брейк-данс-фестивали из Европы и России. В феврале 2001 года съёмки передачи проходили в городе Ханты-Мансийск, где находился спонсор проекта — компания «Югра». Всего вышло 8 передач, поскольку канал ТВ6 закрыли 22 января 2002 года. По словам самих участников, материала было отснято очень много и зрители увидели только его малую часть. Также на основе отснятого материала был смонтирован видеоклип на песню «Russian Funk», который был в ротации телеканала «MTV Россия» осенью 2000 года.
В 2001 году Алексей Мерзликин совместно с агентством детских фестивальных программ (г. Москва) и Фондом «Новые имена» (г. Ялта) организовал фестиваль «Битва года», который прошёл с 5 по 12 июля 2001 года в Ялте при участии как начинающих, так и профессиональных команд по брейк-дансу.

## Распад группы
В начале 2002 года Алексей Мерзликин, участник и директор команды Jam Style & Da Boogie Crew, занимался поиском компании для продажи второго альбома группы под названием «Все на party» на сумму в 100 тысяч долларов. На встрече с Алексеем Козиным, на тот момент генеральным директором лейбла CD Land Records, а ныне владельцем Navigator Records, Мерзликин узнал о том, что второй альбом их группы уже находится в продаже. Позвонив участникам группы Da Boogie Crew, Мерзликин узнал о том, что они неофициально продали альбом «пиратским» способом. В ходе разговора Топор, Матрас и Гормон признались в том, что они уже два года участвуют от имени группы Jam Style & Da Boogie Crew в фестивале «Snickers Урбания» несмотря на то, что братья Мерзликины отказались выступать под этим именем. После этого разговора братья Мерзликины разорвали все отношения с группой Da Boogie Crew, которая вдобавок лишилась всех связей с прессой, за которую отвечал Мерзликин.

## Критика
По мнению журнала «ОМ», после выхода видеоклипа на песню «Вы хотели party?», пять месяцев продержавшегося в чартах телеканала «MTV Россия», в России «начался заметный подъём хип-хоп-движения».
Главный редактор портала Rap.ru, Андрей Никитин, также подтвердил, что видео «ожесточённо крутили по всем телеканалам, приобщив немалое количество зрителей к хип-хоп-культуре», а позже назвал этот трек «большим хитом, давшим отсчёт новой волне увлечения хип-хопом и би-боингом в России».
По мнению Павла Тюрина из сетевого издания «Янгспейс», благодаря «ошеломительному успеху» этого видео «к процессу заражения хип-хоп-культурой присоединились маленькие провинциальные города».
В апреле 2000 года редакция газеты «АиФ. Я — молодой» написала, что 12 композиций на пластинке «Вы хотели party» «заставляют танцевать даже слуховые органы (уши)!».
В мае 2000 года один из редакторов журнала «Птюч», Алексей Борисов, делая обзор на альбом «Вы хотели party», написал, что материал получился весьма эклектичным и стандартным в то же время, а «какие-то композиции лучше звучат без голоса и „смысловой“ нагрузки, а в каких-то текст явно доминирует». Другой редактор, Влад Северцев, назвал диск несколько странноватым, а также раскритиковал наличие трёх разных версий одного и того же трека на «полновесном» диске.

## Ретроспектива
В 2004 году главный редактор портала Rap.ru, Андрей Никитин, делая отчёт об открытии в Москве бутика Adidas Original, отметил появление на мероприятии трёх би-боев из команды Da Boogie Crew, о существовании которой в России лет пять назад знал каждый, кто хоть что-то слышал о брейк-дансе и хип-хопе в целом.
В 2011 году российский портал Rap.ru назвал бывшую брейк-данс-команду диджея Гормона, Da Boogie Crew, «культовой».
В 2012 году кандидат культурологии Сергей Иванов в своей диссертации на соискание учёной степени «Феномен российского хип хопа: смыслообразование в контексте культурного взаимодействия», упомянул, что в Санкт-Петербурге одними из первопроходцев в брейк-дансе являются братья Мерзликины, которые были участниками групп «Чёрное и Белое» и «Мальчишник» и в дальнейшем стали известны как Jam Style Crew.
В 2013 году один из редакторов газеты «Аргументы и факты», Антон Бакунин, делая отчёт о московской выставке граффити-художников, отметил появление на мероприятии диджея Топора, чью бывшую брейк-данс-команду Da Boogie Crew назвал «легендарной».
В 2015 году российский портал The Flow в рамках проекта «Beats&Vibes: 50 главных событий в русском рэпе» посвятил статью группе Da Boogie Crew, в которой написал, что участники группы популяризировали хип-хоп, а их регулярные рубрики в молодёжных передачах «Башня» и «До 16 и старше…» открывали подросткам глаза на существование брейк-данса, граффити и хип-хоп-культуры в широком смысле.
В 2017 году редактор английского интернет-издания The Calvert Journal, Михаэль Агафонов, упомянул в статье о советских би-боях о команде Jam Style & Da Boogie Crew, появление которой вывело культуру брейк-данса в мейнстрим и положило начало второй волне шумихи вокруг брейк-данса.
В 2018 году, к 20-летию выхода видеоклипа на песню «Вы хотели party?», на сайте Youngspace.ru в двух частях вышла статья «Da Boogie Crew — ломая медийную систему».
В 2019 году редактор журнала «Афиша», Артём Соколов, написал, что команда Da Boogie Crew изменила в конце 90-х не только отношение к брейк-дансу в стране, но и к хип-хоп-культуре в целом: «Ребята первыми поехали на чемпионат мира от России, у них была своя передача на центральном телевидении, тогда же они выпустили знаменитый клип с Лигалайзом. Это время можно считать пиком популярности брейк-данса не только в России, но и во всем постсоветском пространстве».

## Участники
Jam Style Crew
- Алексей Мерзликин (род. 2 декабря 1970 года, Ленинград)
- Александр Мерзликин (род. 19 ноября 1972 года, Ленинград)
- Константин «Masta B.K.» Бредис (род. 8 декабря 1972 года, Ленинград) (1993—2000)
- Владимир Бакатов (род. 1 декабря 1974 года, Ленинград) (1995—1997)

Da Boogie Crew
- Кирилл «DJ Топор» Попов (род. 22 сентября 1973 года, Москва)
- Алексей «Матрас» Чернов (род. 14 сентября 1974 года, Москва)
- Дмитрий «Димон-Гормон» Генералов (род. 17 апреля 1978 года, Москва)
- Антон «Кентоша/DJ Mixmaker» Собко (1995—1996)

## Дискография
Джем Стайл & Да Буги
- 2000 — Вы хотели party

Da Boogie Crew
- 2002 — Все на party (Да Буги Крю)

Da Boogie DJ's
- 2000 — Samplissimo (микстейп)
- 2001 — B-Boy Funk Vol.1 (микстейп)
- 2001 — Breakz Vol. 1 (микстейп)
- 2004 — Remix album (Da Boogie DJ's (Топор и Гормон), Лигалайз и П-13)
- 2005 — Breakz Mix (микстейп)
- 2005 — Da Boogie DJ's (MP3)

## Видеоклипы
- 1998 — «Вы хотели party?»[75]
- 1999 — «Самый крутой» (Дельфин & Jam Style & Da Boogie Crew)[76]
- 1999 — «Танцуйте с нами»[77]
- 2000 — «Russian Funk»[78]
- 2001 — «Нас не догонят!»[79]

## Документальные фильмы
- 2000 — HipHopHeroes: Underground Kings (режиссёр: Jean-Paul van Kouwen)[80][81]
- 2010 — «Стань легендой»[82]
- 2017 — «История брейк-данса на Арбате»[83]
- 2018 — «А поговорить?: Спецпроект «Russian old school». #1»[84][85]
- 2018 — «А поговорить?: Спецпроект «Russian old school». #2»[86][87]
- 2019 — «BEEF: Русский хип-хоп»[88]
- 2020 — «Поколение: Субкультуры 90-х»[89]
- 2020 — «История русской поп-музыки. 1998»[90]